# Абангало, Алоизий Фондонг
Алоизий Фондонг Абангало (Aloysius Fondong Abangalo; род. 5 июня 1973 года, Лимбе, Камерун) — третий епископ Мамфе с 22 февраля 2022 года.

## Биография
Родился в 1973 году в городе Лимбе. После получения школьного образования изучал богословие и философию в Высшей духовной семинарии Святого Фомы Аквинского в Бамбуи. В последующем обучался в Католическом университете Центральной Африке (UCAC). Получил лицензиат по каноническому праву. В это же время служил в приходе Святых Петра и Павла в Симбоке.
20 апреля 2006 года рукоположён в священники епископом Буэа Эммануэлем Бушу. Служил викарием в приходе Святейшей Семьи в Лимбе (2006—2007), директором Колледжа Девы Марии Божией Благодати в Муюке (2007—2009), епархиальным экономистом и членом коллегии Епархиального совета (2009—2011), с 2014 года — преподаватель и воспитатель в Высшей семинарии Святого Фомы Аквинского в Бамбуи, адвокат в Межепархиальном суде. С 2019 года обучался в Папском Урбанианском университете, где получил научную степень доктора канонического права.
22 февраля 2022 года Римский папа Франциск назначил его епископом епархии Мамфе. 5 мая 2022 года в кафедральном соборе Святого Иосифа в Мамфе состоялось его рукоположение в епископы, которое совершил архиепископ Баменды Эндрю Нкеа Фуанья в сослужении апостольским нунцием в Камеруне, титулярным епископом Оранжа Юлием Мюратом и епископом Буэа [[Биби, Майкл Миабесуэ
Майклом Миабесуэ Биби]].